# Moritz Heimann

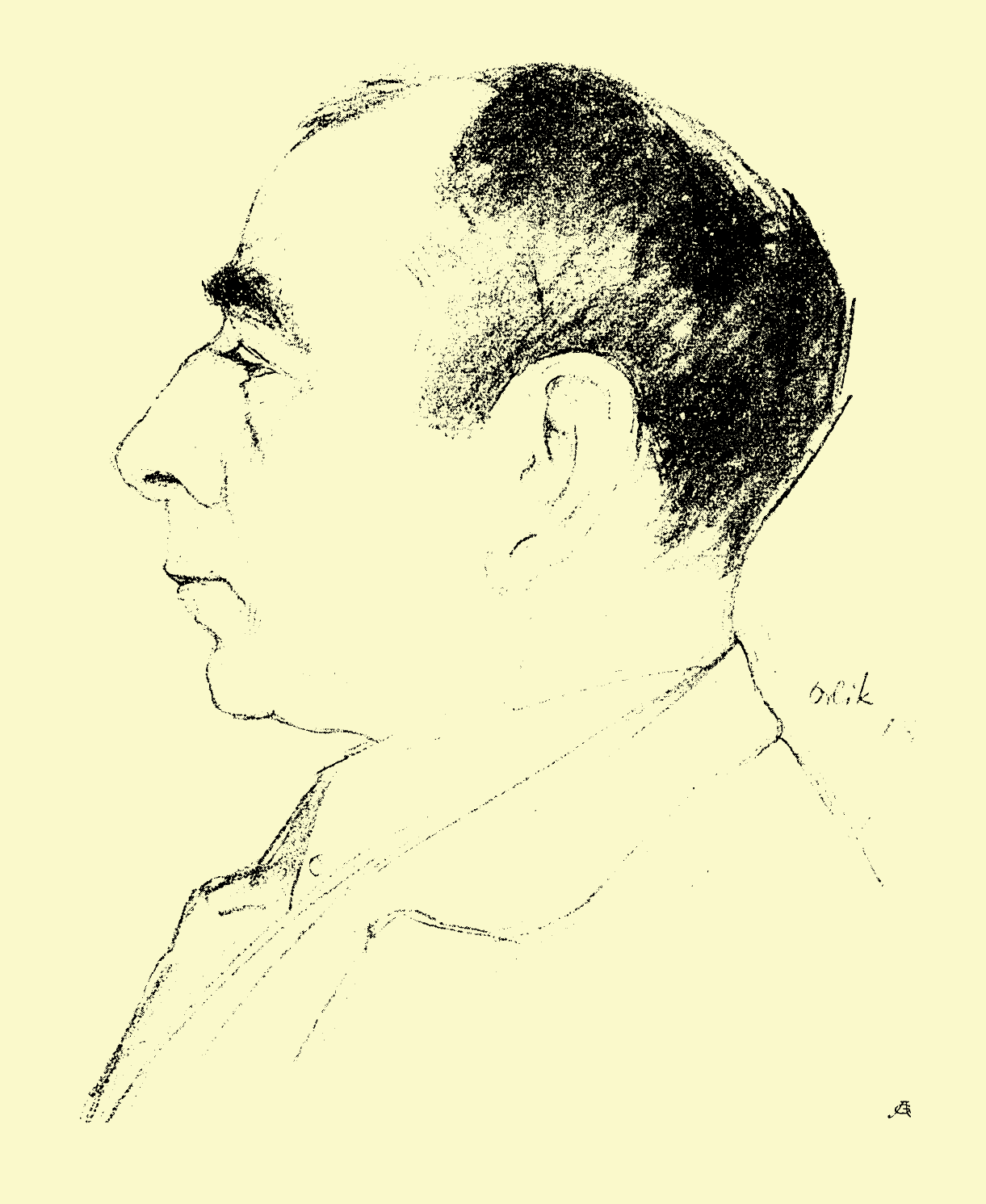
Moritz Heimann, Zeichnung von Emil Orlik

Moritz Heimann (geboren 19. Juli 1868 in Werder, Kreis Niederbarnim, Provinz Brandenburg; gestorben 22. September 1925 in Berlin) war ein deutscher Schriftsteller, Kritiker und Lektor.

## Leben
Moritz Heimann wuchs in Kagel an der Löcknitz auf, wo seine Eltern einen Gemischtwarenladen betrieben. Nach Beendigung der Schulausbildung absolvierte er in der Zeit von 1886 bis 1890 ein Studium der Philosophie und Literatur in Berlin.
Im Jahr 1895 trat er, vermittelt durch Otto Brahm und Gerhart Hauptmann, in den S. Fischer Verlag ein, dem er fast dreißig Jahre lang dienen sollte, zunächst als Redakteur, wenig später als Lektor; das zu dieser Zeit entstehende Berufsbild wurde durch Heimann maßgeblich geprägt. Im Rahmen dieser Tätigkeit engagierte er sich für Schriftsteller wie Gerhart Hauptmann, Thomas Mann, Wilhelm Lehmann, Oskar Loerke, Jakob Wassermann, Hugo von Hofmannsthal, Alfred Döblin, Hermann Stehr und Emil Strauß. Nach 1920 war er als Feuilletonmitarbeiter journalistisch tätig; er schrieb für die Neue Deutsche Rundschau, Die Weltbühne und Die Zeit.

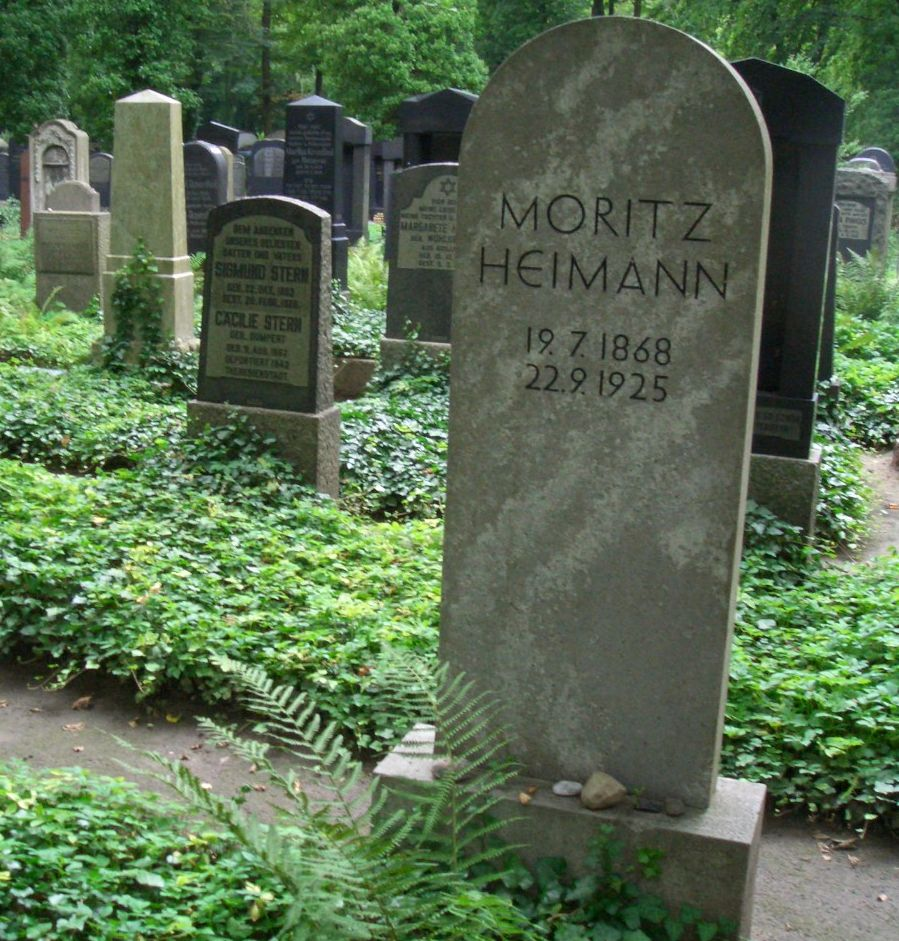
Grabstein, Jüdischer Friedhof Berlin-Weißensee

Er verstarb kurz nach seinem krankheitsbedingten Ausscheiden aus dem Fischer-Verlag 1925 an einem Nierenleiden. Sein Grab befindet sich auf dem Jüdischen Friedhof Berlin-Weißensee.
Sein literarisches Schaffen umfasst vor allem Essays, Dramen und Novellen, daneben finden sich Aphorismen und wenige Gedichte. Moritz Heimann bediente sich zeitweilig der Pseudonyme Hans Pauli und Tobias Fischer.
Er war mit Gertrud Heimann verheiratet (1872–1951), einer Fotografin und Schwester von Margarete, der Ehefrau von Gerhart Hauptmann.

## Werke (Auswahl)

### Prosa
- Prosaische Schriften, 1918 (3 Bände)
- Nachgelassene Schriften, 1925 (hrsg. von O. Loerke)

### Dramen
- Die Liebesschule
- Das Weib des Akiba, 1922 (vom Habima-Theater gespielt)
- Armand Carrel

### Tragödien
- Der Feind und der Bruder, 1911

### Lustspiele
- Der Weiberschreck, 1896
- Joachim von Brandt

### Libretto
- Das Wichtelchen. Oper in einem Akt

### Novellen
- Der Selbstmord des Laurent Follier
- Wintergespinst, 1921
- Mr. Tullers Respekt
- Die Fylgja
- Die vergebliche Botschaft
- Die Tobias-Vase
- Die letzte Ohnmacht
- Dr. Wislizenus
- Spaziergänge (in Form einer Novelle)
- Die Erscheinung des Vaters
- Das Begräbnis im November
- Einer für alle

### Essays
- Ein Dichter – ein Seher. Gerhart Hauptmann zu Ehren

### Zusammenstellungen
- Die Mark, wo sie am märkischsten ist: Novellen und Betrachtungen (Märkischer Dichtergarten). Hrsg. und mit einem Nachw. von Günter de Bruyn. 1. Auflage. Morgenbuch-Verl., Berlin 1996, ISBN 3-371-00396-5.
- Die Wahrheit liegt nicht in der Mitte: Essays. [Mit einem Nachwort von Wilhelm Lehmann]. Frankfurt a. M., S.Fischer, 1966.

## Einzelnachweis
1. ↑  StA Berlin XIIa, Sterbeurkunde Nr. 1458/1925

| Personendaten    | Personendaten                           |
| ---------------- | --------------------------------------- |
| NAME             | Heimann, Moritz                         |
| KURZBESCHREIBUNG | deutscher Schriftsteller und Journalist |
| GEBURTSDATUM     | 19. Juli 1868                           |
| GEBURTSORT       | Werder                                  |
| STERBEDATUM      | 22. September 1925                      |
| STERBEORT        | Berlin                                  |